# Stelios Vasileiou
Stelios Vasileiou (in greco Στέλιος Βασιλείου?; Akraifnio, 29 aprile 1991) è un calciatore greco, attaccante dell'Apollon Akrefniou.